# Microsoft Imagine
Microsoft Imagine（旧称DreamSpark（ドリームスパーク））はマイクロソフトが提供していた学生支援プログラムである。2019年2月6日をもってMicrosoft Azure Dev Tools for Teachingへ移行した。

## 概要
当初はDreamSparkの名称で発表され、2008年2月19日よりアメリカ、イギリス、カナダ、中国、ドイツ、フランス、フィンランド、スペイン、スウェーデン、スイス、ベルギーで始まった。日本では2008年5月13日に開始した。
大学、大学院、短大、専門学校（本科生）、高等専門学校（4、5年生）の学生向けにソフトウェア開発ツールやデザインツール等が無料で提供された。また、「DreamSpark 生徒版」として日本の高校生も対象となっていた。ソフトウェアはすべてダウンロードで提供され、個人での非商用目的でのみ利用できた。
Windows OSについても「CAL（クライアント・アクセス・ライセンス）の付属しないWindows Server」という形で提供された。また、後にWindows Embedded Industryも提供されるようになった。
日本での学生の認証には国際学生証を使用、LinNoへの登録などの手段が存在したが、認証方法はしばしば変更される場合があるため、ウェブページで最新の情報を確認して認証を行う必要がある。
2016年9月7日をもって、Microsoft Imagine サブスクリプションに名称変更した。
2019年2月6日には "Microsoft Azure Dev Tools for Teaching" に名称を変更した。このときは教育・研究利用に限り無償で利用できるなどの変更があった。

## 提供されていたサービスおよびソフトウェア
DreamSparkからImagine（2018年4月時点）にかけて提供が確認されていたものは以下の通り。
- Microsoft Windows Server 2016
- Windows Embedded 8.1 Industry Pro Update
  - Windows Serverとは異なり、64bit版だけでなく32bit版も存在する。
- Windows Server 2012 R2 Update
- Windows Server 2012 R2 Standard Edition
- Windows Server 2012 R2 Datacenter Edition
- Windows Server 2012 Standard Edition
- Windows Server 2012 Datacenter Edition
- Windows Server 2008 R2 Standard Edition
- Windows Server 2008 Standard Edition
- Windows Server 2003 Standard Edition

- 学生向け Microsoft Azure スターター
- Parallels Desktop for Mac Pro エディション
  - 3か月の無料試用版
- PHP Tools for Visual Studio
  - Visual Studio のプラグイン
- SQL Server 2017 Developer Edition
- Visual Studio Code
- Visual Studio Community 2017
- Visual Studio for Mac
- Xamarin Studio Community Edition
- Microsoft Virtual Academy
- Pluralsight
- WintellectNOW
- Microsoft R Server
- Visual Studio for Mac Preview
- Visual Studio Community 2015
- Visual Studio Professional 2013 RC
- Visual Studio 2012 Professional Edition
- Visual Studio 2010 Professional Edition
- Visual Studio 2008 Professional Edition
- Visual Studio 2005 Professional Edition
- Visual Studio Express 2013 RC for Web
- Expression Studio 2012 for Web
- Expression Studio 2012 for Windows 8
- Expression Studio 4 Ultimate
- Expression Studio 3
- VS Express 2013 RC for Windows Desktop
- Visual Studio Express 2013 Preview for Windows
- VS Team Foundation Server Express 2013 RC
- XNA Game Studio 3.1

※2009年12月24日現在、日本語版は提供されていなかった。12ヶ月分のXNA Creators Clubメンバーシップ付き。
- SQL Server 2016 Enterprise
- SQL Server 2014
- SQL Server 2012
- SQL Server 2008 R2 Developer Edition
- Microsoft Robotics Developer Studio 2008 R2 Academic Edition

※2009年9月14日現在、日本語版は提供されていなかった。
- Microsoft CCR and DSS Toolkit 2008 R2 Academic Edition

※2009年9月14日現在、日本語版は提供されていなかった。
以下は一般向けにも無償提供されていたソフトウェアである。
- Visual Basic 2008 Express Edition
- Visual C++ 2008 Express Edition
- Visual C# 2008 Express Edition
- Visual Web Developer 2008 Express Edition
- SQL Server 2008 Express Edition
- Virtual PC 2007